# Ръш (група)
Вижте пояснителната страница за други значения на Ръш.
Ръш (на английски: Rush) е канадска рок група, създадена през август 1968, в квартал Уилоудейл на Торонто, Онтарио, състояща се от бас китарист, клавишни и вокал – Геди Лий, електрическа китара – Алекс Лайфсън и барабани и текст Нийл Пиърт. Групата преминава през няколко смени в периода от 1968 до 1974 година и приема окончателния си вид, когато Пиърт замества за постоянно барабаниста Джон Рътси.
Стилът на музиката им също еволюира, като преминава през хардрок, прогресив рок, хевиметъл и период, в който преобладават синтезаторите. По брой златни албуми те се нареждат на четвърто място след Бийтълс, Ролинг Стоунс и Аеросмит.
Корените на състава могат да се проследят до месец август 1968 година. Топографски, те се събират заедно в квартала Уилоудейл в Торонто, Канада. През лятото на 1974 г. се отправят на първото си турне в Щатите.
След първата плоча, излязла през март 1974 г., Ръш се прославят с музикантските си умения, със сложните композиции, и еклектичните поетични мотиви, които са вдъхновени от научната фантастика, фентъзито, историята и философията. Към края на 80-те, те се връщат към по-китарения си облик. Последната им продукция е Clockwork Angels (2012), която се сдобива с награда „Албум на годината“, присъждана от Наградите за прогресивна музика. Турнето, посветено на този албум, се проточва от септември 2012 година до август 2013 година.
Според РИАА, Ръш се наместват на 80-о място по продажби (25 млн. бройки в Щатите). Макар че общите албумни продажби в световен мащаб не се изчисляват от нито едно отделно учреждение, няколко индустриални източника оценяват общите албумни продажби на над 40 млн. копия, през 2004 година. Групата има сертификат за 24 златни, 14 платинени, и 3 мулти-платинени албума.
Ръш имат седем номинации за награда Грами, но никога не взимат статуетката. Групата е носител на няколко награди Джуно, има място в Залата на славата на канадската музика (от 1994 г.), и от 2013 г. е в Залата на славата на рокендрола. В хода на кариерите си, членовете на Ръш са признати за големи експерти в съответния си музикален инструмент, и всеки член-музикант има няколко награди в анкети на читатели на списания.